# ヤマトマルチチャーター
ヤマトマルチチャーター株式会社は、ヤマトホールディングス株式会社に属する運送会社。京都府京都市伏見区に本社を置く。旧社名は「京都ヤマト運輸」である。

## 概略
ヤマト運輸の幹線集約輸送（運行）の受託。元々は、大和運輸（当時）が全国展開するに至って事業免許を取得するために買収した企業の一つである。1994年（平成6年）までは京都地区及び奈良地区にて宅急便事業と引越事業も展開する地域法人として機能していたが、それぞれ共に当時の親会社であるヤマト運輸に吸収されて以降はヤマト運輸の運行や京都地区でのJITBOXの集配などメインに活動している。他に、ヤマトグループ外の一般貨物などのチャーター輸送などを展開している。
本社は旧社名から指すように、京都府京都市伏見区に構えているが、一時期大阪府寝屋川市に置かれていた時期がある。本社敷地には京都支店及びヤマト運輸の横大路宅急便センター、ヤマトオートワークス京都工場、ボックスチャーター京都支店が入居していたが、平成29年7月より本社建て替えのためそれぞれ移転している。当敷地に以前あった「宅急便」の看板には「京都ヤマト運輸」と書かれていたが、社名変更後は京都の文字を消して「ヤマト運輸」となっていた。旧社名時代は制服もヤマト運輸と同じであったが、現在はまったく違う制服に変更されている。2014年再びヤマト運輸と同じ制服に戻された。長らくHPが開設されていなかったが、2012年（平成24年）6月からHPが開設された。

### 支店
- 京都本社 - 〒612-8246 京都市伏見区横大路下三栖宮ノ後16-1 （本社建て替えのため平成30年中ごろまで移転）
- 京都支店 - 〒613-0034 京都府久世郡久御山町佐山中道12　（移転前の京都本社と同じ場所にあったが平成29年7月18日、同地に移転）
- 大阪支店 - 〒572-0846 大阪府寝屋川市高宮栄町5-1
- 滋賀営業所 - 〒520-3026 滋賀県栗東市下鈎917-1
- 奈良営業所 - 〒639-1031 奈良県大和郡山市今国府町384-1-32
- 兵庫営業所 - 〒651-1412 兵庫県西宮市山口町下山口1615-1
- 関西ゲートウェイ営業所 - 〒567-0026 大阪府茨木市松下町3-1 ヤマト運輸関西ゲートウェイ内

### 車両
ヤマト運輸他、大型車を持つヤマトグループ各社がショートキャブでロールボックス18本積み車両を導入しているなか、当社だけはフルキャブの16本積み車両の状態が続いていたが、一部18本積み車両も導入されている。また、2014年頃からセミトレーラーも積極的に導入されている。社名変更とともに、トラックからの京都ヤマト運輸の文字も消され（シールで隠されている）、すべて「ヤマトマルチチャーター」と書かれている。また、ヤマト運輸同様の宅急便と書かれた新旧カラーの車両及び、独自の塗装（ネコマークとその下にマルチチャーターと書かれただけのシンプルな塗装）の車両がある。ヤマト運輸とデザインが同様のトラックであっても、ヤマトマルチチャーターの自社内運行事業ではないため、トラックドアには「運行」の文字ではなく「一般」である。

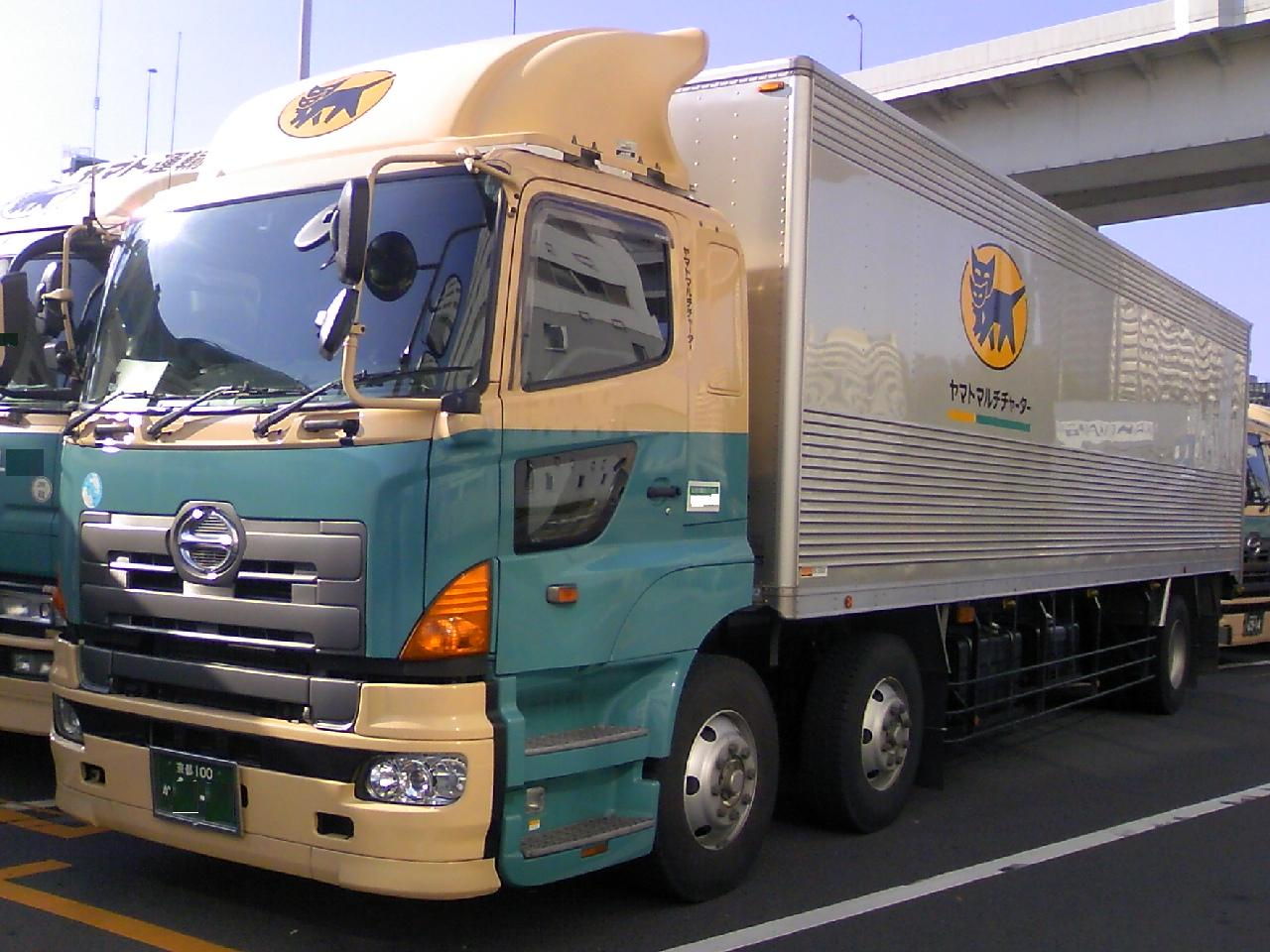
独自ロゴのトラック。フルキャブ

## 不祥事

### 賃金等不正請求
旧社名（京都ヤマト運輸）時代に賃金等不正請求事件が発生。２～３か月勤務の様子をみて同社の正社員に登用されるとして、アルバイト採用されたA従業員が会社側の労働組合に加入せず、個人で連帯労組へ加入した。このことが原因でA従業員は本採用はできないとされた上に残業手当、大型車の乗務の拒否、賞与の支給などで差別的な扱いを受けたとして損害賠償請求がなされ大阪地裁より一部容認、一部棄却の判決になった。通称「京都ヤマト運輸事件」。

### 野球賭博事件
旧社名（京都ヤマト運輸）時代の2006年11月21日に元社員数名が同社の京都支店及び、大阪支店にてプロ野球の賭博行為を行った疑いで、逮捕、書類送検された。大阪府警では大阪支店では約3000万円が動いていたことを確認している。一部の収益は暴力団へ渡ったとみている。